# Slaven Zambata
Slaven Zambata (ur. 24 września 1940 w Sinju, zm. 29 października 2020 w Zagrzebiu) – chorwacki piłkarz grający na pozycji napastnika. W swojej karierze rozegrał 31 meczów i strzelił 21 goli w reprezentacji Jugosławii.

## Kariera klubowa
Swoją karierę piłkarską Zambata rozpoczął w klubie Junak Sinj. W 1958 roku zadebiutował w nim. W 1959 roku odszedł do Dinama Zagrzeb grającego w pierwszej lidze jugosłowiańskiej. W debiutanckim sezonie w Dinamie osiągnął swój pierwszy sukces, gdy zdobył Puchar Jugosławii oraz wywalczył wicemistrzostwo tego kraju. W sezonie 1962/1963 powtórzył to osiągnięcie oraz wystąpił w przegranych 1:2 (strzelił w nim gola). i 0:2 finałowych meczach Pucharu Miast Targowych z Valencią. W sezonie 1964/1965 zdobył swój trzeci puchar kraju. W sezonie 1966/1967 zdobył Puchar Miast Targowych (zagrał w obu meczach, zremisowanym 0:0 i wygranym 2:0 z Leeds United). W latach 1966–1969 trzykrotnie wywalczył wicemistrzostwo. W sezonie 1968/1969 zdobył kolejny Puchar Jugosławii.
W 1969 roku Zambata wyjechał do Belgii i został zawodnikiem tamtejszego pierwszoligowca KSV Waregem. Spędził w nim dwa lata. W sezonie 1971/1972 występował w innym pierwszoligowcu belgijskim, KVV Crossing Elewijt. W 1972 roku wrócił do Dinama, w którym grał przez rok. Karierę kończył w 1973 roku w austriackim amatorskim klubie WSG Radenthein.
| Sezon   | Klub             | Kraj       | Rozgrywki     | Mecze | Gole |
| ------- | ---------------- | ---------- | ------------- | ----- | ---- |
| 1959/60 | Dinamo Zagrzeb   | Jugosławia | Prva liga     | 3     | 0    |
| 1960/61 | Dinamo Zagrzeb   | Jugosławia | Prva liga     | 7     | 2    |
| 1961/62 | Dinamo Zagrzeb   | Jugosławia | Prva liga     | 12    | 3    |
| 1962/63 | Dinamo Zagrzeb   | Jugosławia | Prva liga     | 23    | 16   |
| 1963/64 | Dinamo Zagrzeb   | Jugosławia | Prva liga     | 24    | 14   |
| 1964/65 | Dinamo Zagrzeb   | Jugosławia | Prva liga     | 21    | 6    |
| 1965/66 | Dinamo Zagrzeb   | Jugosławia | Prva liga     | 25    | 19   |
| 1966/67 | Dinamo Zagrzeb   | Jugosławia | Prva liga     | 23    | 13   |
| 1967/68 | Dinamo Zagrzeb   | Jugosławia | Prva liga     | 6     | 3    |
| 1968/69 | Dinamo Zagrzeb   | Jugosławia | Prva liga     | 27    | 16   |
| 1969/70 | KSV Waregem      | Belgia     | Eerste klasse | 14    | 6    |
| 1970/71 | KSV Waregem      | Belgia     | Eerste klasse | 19    | 10   |
| 1971/72 | Crossing Elewijt | Belgia     | Eerste klasse | 23    | 3    |
| 1972/73 | Dinamo Zagrzeb   | Jugosławia | Prva liga     | 3     | 0    |

## Kariera reprezentacyjna
W reprezentacji Jugosławii Zambata zadebiutował 16 września 1962 roku w zremisowanym 2:2 towarzyskim meczu z Niemiecką Republiką Demokratyczną, rozegranym w Lipsku. W 20. minucie tego meczu strzelił swojego premierowego gola w kadrze narodowej. W 1964 roku był podstawowym zawodnikiem Jugosławii na Igrzyskach Olimpijskich w Tokio. Strzelił na nich 5 goli, 1 w meczu z Węgrami (5:6) i 4 w meczu z Japonią (6:1). Od 1962 do 1968 roku rozegrał w kadrze Jugosławii 31 meczów i strzelił 21 goli.